# Castel Tirolo
Castel Tirolo (Schloss Tirol in tedesco), situato presso Tirolo (Provincia autonoma di Bolzano), è il maniero da cui ebbero origine i conti del Tirolo e la culla del territorio che da loro prese il nome.

## Storia
La balza su cui sorge è stata abitata fin dalla preistoria. Sono stati rinvenuti anche oggetti e sepolture risalenti all'alto Medioevo. Gli archeologi nel 1993 hanno anche scoperto una chiesa paleocristiana. Si trattava - si scoprì poi - di tre chiese, costruite l'una sui resti dell'altra, la più antica delle quali, con le fondazioni in muratura e la struttura in legno, risale alla tarda epoca romana. La seconda è invece del VI secolo (anche se sul suo utilizzo come edificio di culto prima della successiva aggiunta dell'abside ancora si discute); la costruzione più recente, a tre absidi, risale all'VIII-XI secolo.
Il primo insediamento fortificato risale all'XI secolo; tracce di esso si trovano nei sotterranei del palazzo signorile, a sud, e della annessa cappella.
La seconda fase di costruzione è datata 1139-1140, epoca alla quale risale il mastio. Si tratta di una torre quadrata, le cui mura hanno, alla base, uno spessore di oltre 5 metri. Della costruzione originaria rimangono solo i primi tre piani. Non è chiaro se la costruzione sia stata interrotta per l'edificazione del vicino refettorio (la Mushaus, iniziata nel 1172 e più volte rimaneggiata fino al XX secolo), o se essa sia stata danneggiata nell'incendio del 1302; di certo nel 1532 un documento ne parla come di un rudere e così essa risulta anche nella più antica raffigurazione (1620). È stata completata tra il 1902 e il 1904, con pietre recuperate da un vicino maso medievale, distrutto da un incendio nel 1900.
La terza grande fase di costruzione avviene sotto il conte Mainardo II, attorno alla metà del XIII secolo. Mainardo fece costruire, sul versante est, un altro palazzo, del quale oggi non c'è più traccia: è stato "inghiottito" dalla sottostante forra dei castagni (ted.: Köstengraben), le cui acque hanno eroso la roccia fino al crollo dell'edificio. L'attuale edificio e il camminamento risalgono al XIX secolo. Allo stesso periodo si fa risalire la sopraelevazione della cappella: la parte inferiore è consacrata a San Pancrazio, quella superiore, riservata alla nobiltà, a santa Elisabetta d'Ungheria.
Vi soggiornò per anni la contessa Margherita, ultima della sua dinastia. Il castello rimase la residenza principale della contea fino al 1420, quando Federico IV d'Asburgo trasferì la propria sede ad Innsbruck.
Molto importanti sono i portali romanici del palazzo e della cappella, ricchi di bassorilievi. Tra gli storici non c'è accordo sulla data e sull'origine di questi portali: per alcuni sarebbero addirittura - almeno parzialmente - da far risalire alla chiesa a tre absidi i cui resti sono stati trovati poco distante, per altri furono commissionati dal conte Alberto III di Tirolo.

## Il museo
Oggi il castello ospita il museo storico-culturale della provincia di Bolzano, aperto al pubblico dal 15 marzo fino ai primi di dicembre di ogni anno.

## Il centro recupero avifauna
Nelle immediate vicinanze si trova un centro recupero avifauna, fondato nel 1989 in Valle Aurina e trasferito nei pressi del castello nel 1998. È un'attività indipendente e non gestita dal museo provinciale di Castel Tirolo.

## Galleria d'immagini

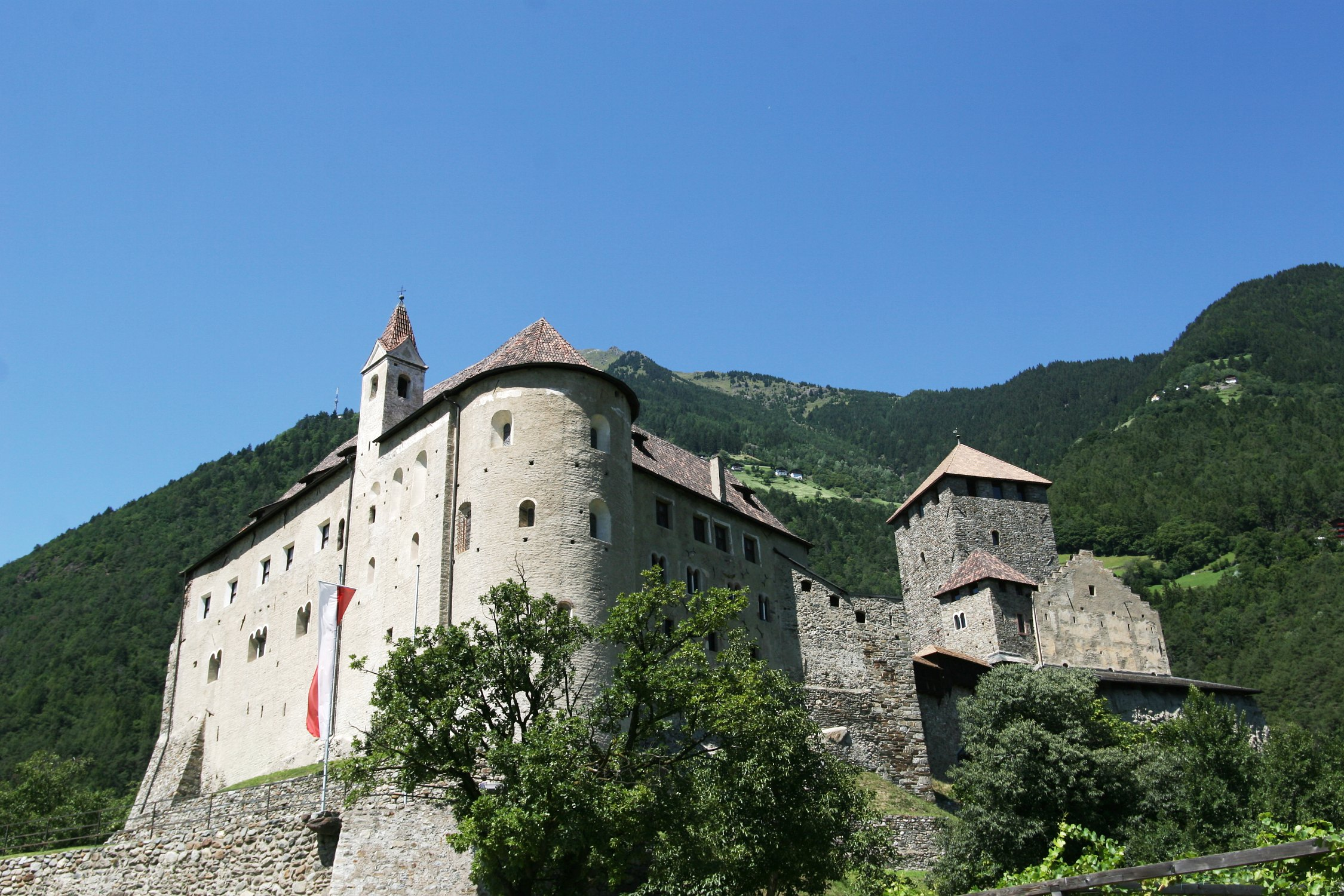
Veduta del castello
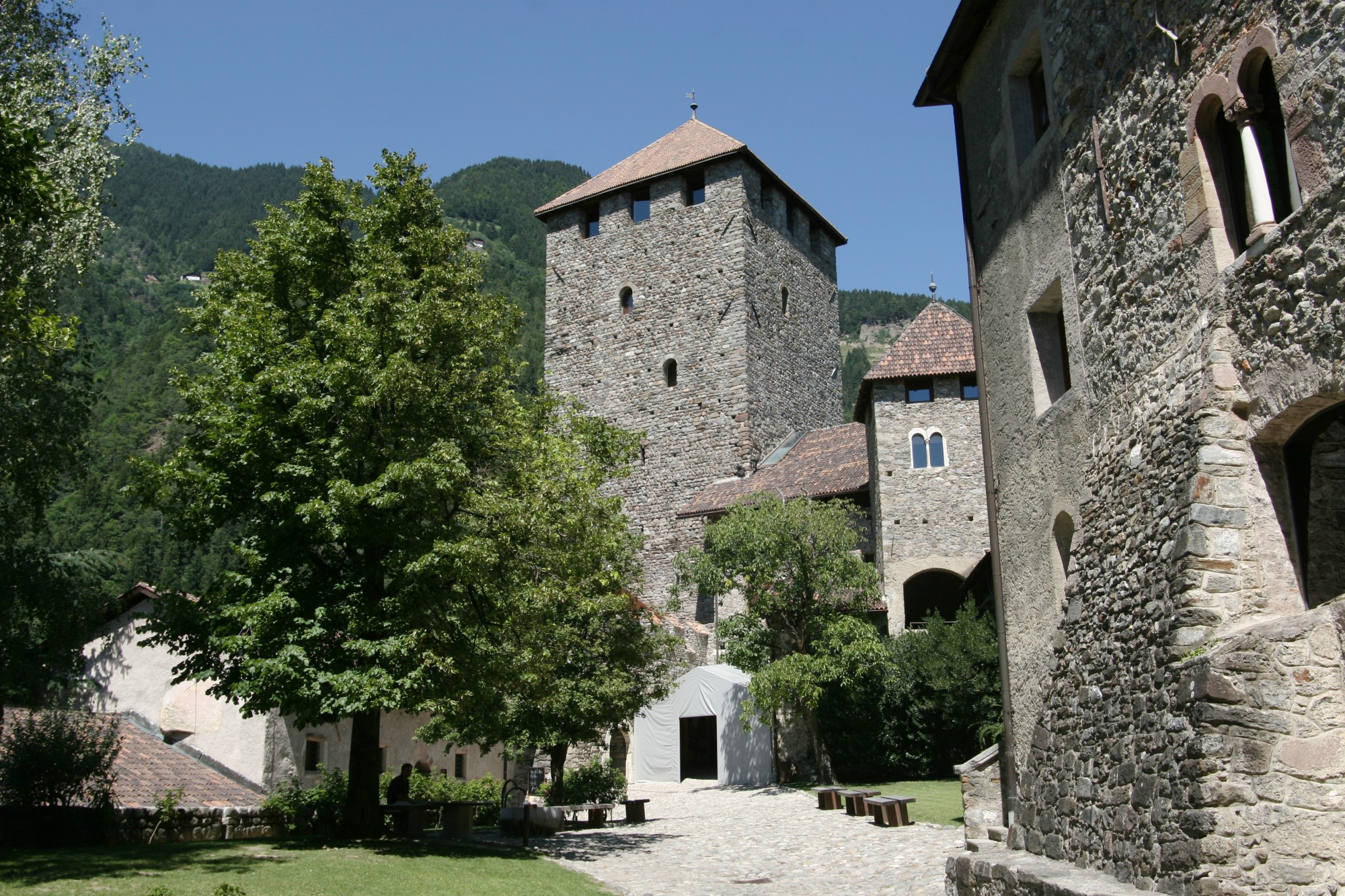
La corte
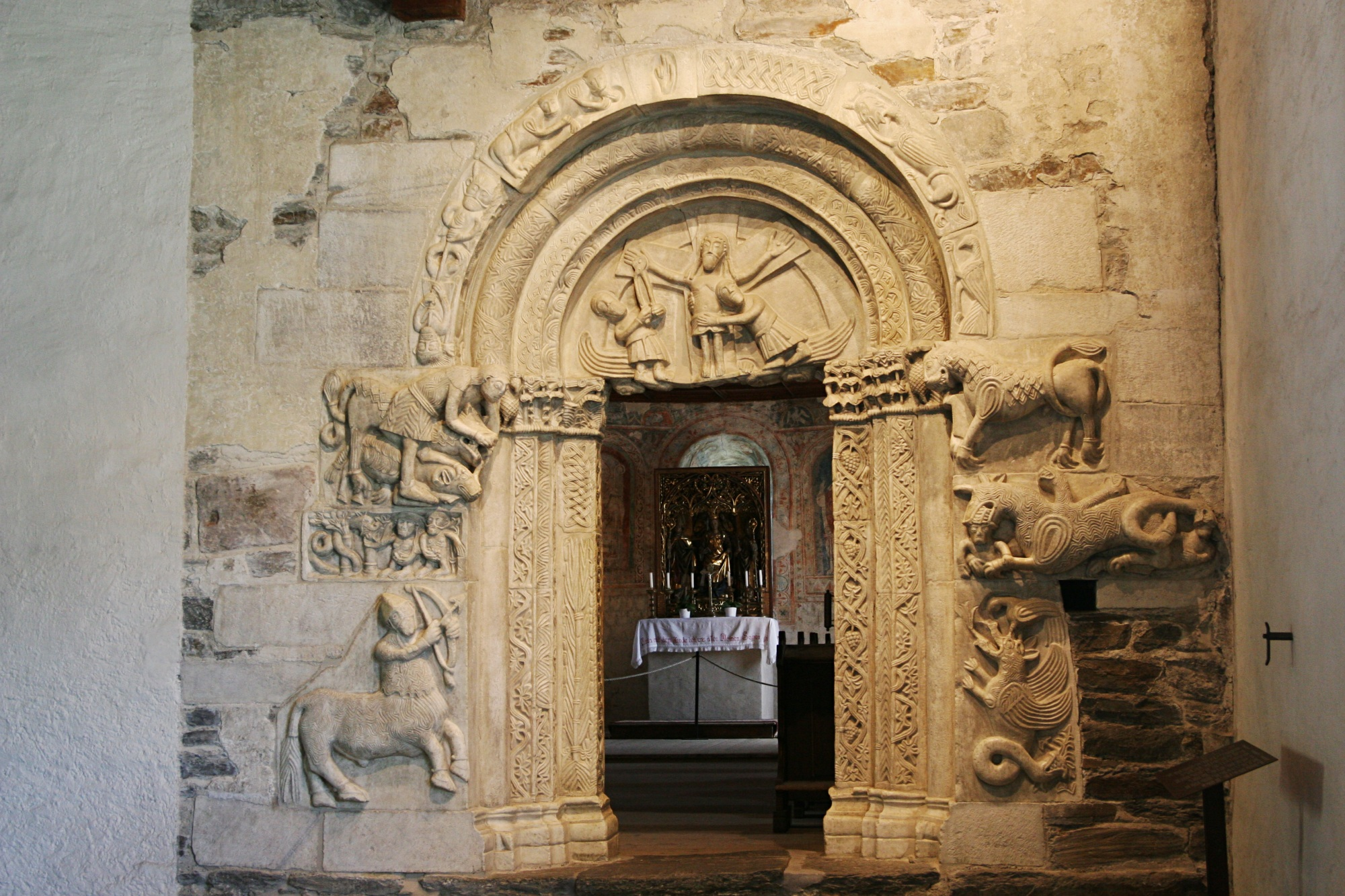
Il portale della cappella
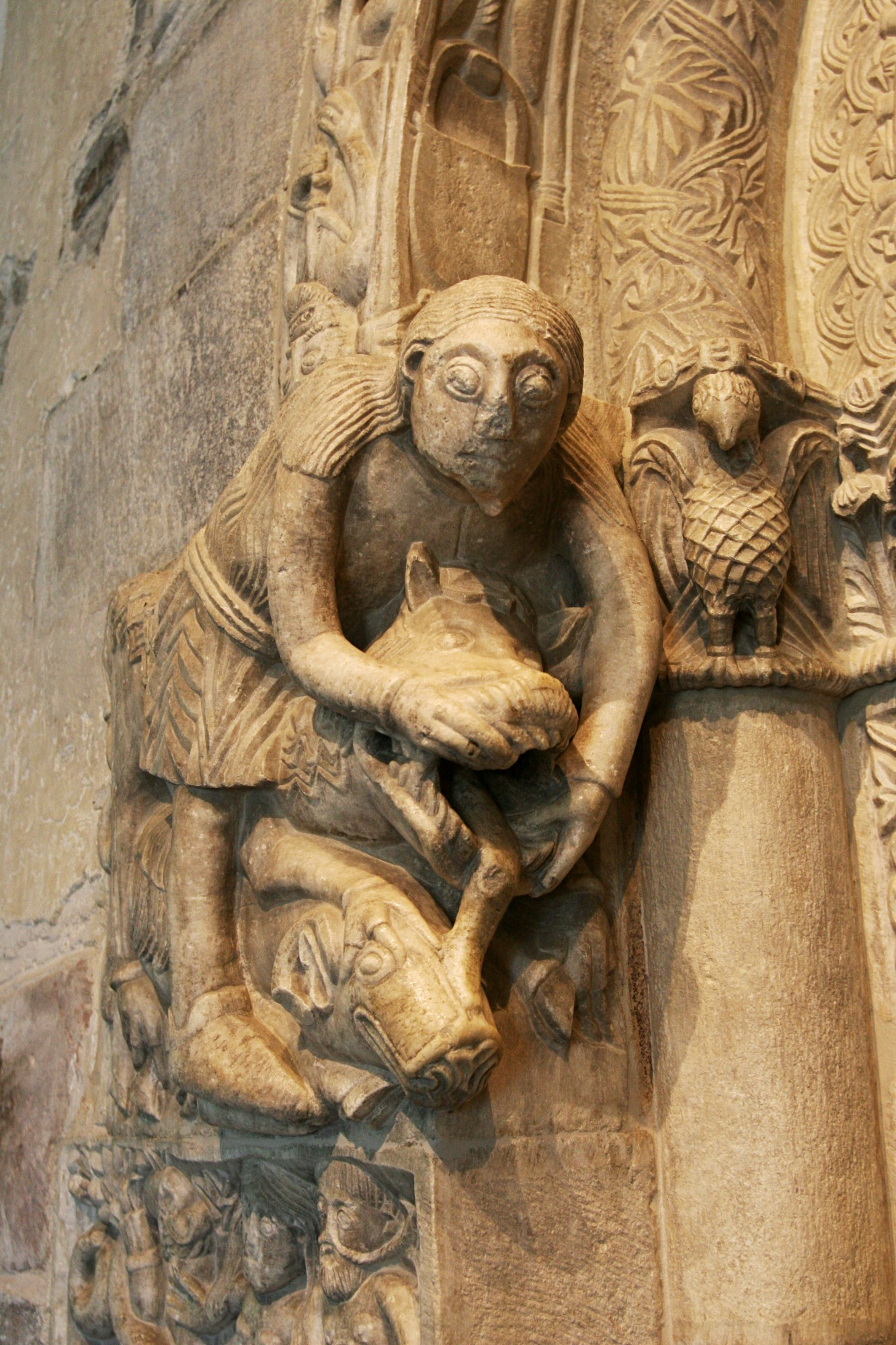
Dettaglio del portale della cappella